# Bosnia y Herzegovina en los Juegos Paralímpicos de Pyeongchang 2018
Bosnia y Herzegovina estuvo representada en los Juegos Paralímpicos de Pyeongchang 2018 por una deportista femenina. El equipo paralímpico bosnio no obtuvo ninguna medalla en estos Juegos.